# آرتور آلیکسار
آرتور آلیکسار (استونیایی: Artur Alliksaar; ۱۵ آوریل ۱۹۲۳ – ۱۲ اوت ۱۹۶۶) شاعر اهل استونی بود.
اشعار وی که بیشتر در سبک شعر سپید است با مضامین آزادی فرد و نقد دوران سروده شده و مورد ستایش بسیاری قرار گرفته است.
آلیکسار در سال ۱۹۴۲ در دانشگاه تارتو شروع به تحصیل در رشته حقوق کرد اما در سال ۱۹۴۳ تا ۱۹۴۴ به‌عنوان سرباز در وافن اس‌اس خدمت کرد، در سال ۱۹۴۴ در جبهه شرقی در مقابل ارتش سرخ جنگید. 
وی پس از جنگ به تارتو بازگشت و در راه‌آهن مشغول به کار شد اما در سال ۱۹۴۹ توسط شوروی دستگیر و به خیانت متهم شد، در سال ۱۹۵۷ پس از آزادی اجازه بازگشت به استونی را پیدا نکرد و در شهر وولوگدا زندگی را ادامه داد، در سال ۱۹۵۸ مخفیانه به تارتو بازگشت و در کارخانه آبجوسازی و ساخت‌وسازهای راه‌آهن به کار پرداخت و همچنان به نویسندگی ادامه داد. آلیسکار تحت بی‌عدالتی و ظلم کشور شوروی علاوه‌بر حبس در خانه سوخته شده مجبور به زندگی در زمین خاکی شده بود در حالی که همسر و فرزندش مبتلا به سینه‌پهلو بودند. وی در سال ۱۹۶۶ بر اثر سرطان روده بزرگ درگذشت.